# Рослий Іван Степанович
Рослий Іван Степанович (нар. 13 січня 1938) — доктор геологічних наук, дійсний член Української нафтогазової академії, почесний розвідник надр.

## Життєпис
Народився 13 січня 1938 року. Його дитячі та шкільні роки минали у селі Ведильці Чернігівського району Чернігівської області.
У 1943 році уцілів після двох спалень села каральними загонами окупантів.
Після школи вступив на геологічний факультет Київського державного університету ім. Т. Г. Шевченка, а після успішного закінчення (1961) до 1964 року працював інженером-геологом у пошукових та геологорозвідувальних партіях Семипалатинської комплексної геологорозвідувальної експедиції у Казахстані на пошуках руд нікелю, золота, поліметалів і виконуючи геологічне картування. Там же в Семипалатинську викладав геологічні дисципліни в геологорозвідувальному технікумі (1964—1966).
З 1966 року працював в Чернігівському відділенні Українського державного геологорозвідувального інституту, де пройшов трудовий шлях від геолога до провідного наукового співробітника.

## Науковий внесок
Його науковий внесок складає понад 140 наукових праць з геології нафти і газу Дніпровсько-Донецької западини та десятки розробок, впроваджених у виробництво.